# Каніж
Ка́ніж (колишні назви — хутір Три Байраки, Десята рота) — село в Україні, у Новомиргородській міській громаді Новоукраїнського району Кіровоградської області. Населення становить 780 осіб. Колишній центр Канізької сільської ради.

## Географія
Площа села — 621,07 га.
Каніж розташований на відстані 29 км від районного центру на узбережжі Великої Висі та її притоки. В межах села є ставок. На північ від села розташований лісовий заказник «Ліс Охотовича».

### Корисні копалини
Поблизу села розташоване родовище каоліну.

## Історія

### XVIII століття
Каніж відомий з початку XVIII століття як запорізьке поселення Три Байраки. Теперішню назву село отримало за назвою південноугорського міста Нодьканіж, коли на цих землях поселили колоністів з Балкан. В заснуванні Канежа у 1751 році взяли участь 32 сербські та півтори сотні молдовських сімей.
У 1752—1764 роках тут знаходилась Десята рота новосербського кінного Гусарського полку. Інші назви: Трьохбуйрачний шанець, Каніш (сербський аналог — Кањижа). Поряд із селом розташовувався земляний шанець.
Станом на 1772 рік, у Канізькому шанці існувала дерев'яна однопрестольна Трьохсвятительська церква, священиком якої з 1765 року був Симеон Богославський. Церква підпорядковувалась Новомиргородському духовному Правлінню.
У другій половині XVIII століття населення села збільшилось через приплив селян-втікачів з Київщини та Полтавщини. Після ліквідації Нової Сербії Каніж став казенним селом.

### XIX століття
У 1820 році Каніж був перетворений на військове поселення. Тут було створено тимчасову робочу роту і кінну роз'їзну станцію.
1854 року в селі проживало 1850 мешканців, з них 68 осіб мали по дві й більше пар волів, а 130 — одну пару. 187 селян не мали худоби і були змушені її винаймати.
Після скасування військових поселень у 1857 році мешканців Канежа було переведено на становище державних селян. На той час у селі налічувалося 296 господарств і проживало 2108 чоловік.
1859 року у селі південних[яких?] селян Єлисаветградського повіту Херсонської губернії, мешкало 2108 осіб (1097 чоловічої статі та 1011 — жіночої), налічувалось 296 дворових господарств, існувала православна церква.
Після реформи 1861 року в Канежі прискорився розвиток дрібної промисловості. У 1885 році тут функціонувало 3 кузні, 3 олійні, 25 вітряків та 5 бондарських майстерень, у яких було зайнято 140 чоловік. Існували тут також 5 шинків та кілька невеликих бакалійних лавок. Медицина в селі залишалася відсталою: відсутність фельдшера спричиняла поширення захворювань на черевний тиф та дифтерію.
1873 року в Канежі було відкрито першу початкову школу, де навчалось 40 дітей.
Станом на 1886 рік у селі Каніж Панчівської волості мешкало 2596 осіб, налічувалось 552 дворових господарств, існували православна церква та школа.
У листопаді 1888 року в невеликій хатині почала працювати однокласна церковно-парафіяльна школа, закрита 1897 року через непридатність приміщення. 1896 року було засновано земську початкову школу, яку відвідували 92 дитини. 1900 року знову поновила роботу ЦПШ, де відтоді навчалось лише 10-12 дітей.
За даними 1894 року у селі та економії громадянина Стенбок-Фермора Мартоноської волості мешкало 4088 осіб (2089 чоловічої статі та 1999 — жіночої), налічувалось 811 дворових господарств, існували православна церква, земська школа на 92 учні (88 хлопчиків й 4 дівчаток), 8 лавок, гуртовий склад вина й спирта, 3 шинка, ведерна лавка, винна лавка.
За переписом 1897 року кількість мешканців зросла до 4633 осіб (2343 чоловічої статі та 2290 — жіночої), з яких 4490 — православної віри.

### XX століття
Під час Першої світової війни через численні реквізиції та скорочення посівних площ в селі тричі відбувались заворушення, придушені кінними стражниками.
У травні 1918 року в околицях Канежа розпочалось збройне селянське повстання проти австро-німецької окупації. Кількість повсталих досягала 3 тис. осіб. Після розгрому повсталими окупаційного підрозділу повстання було придушене, 117 його учасників страчено, 8 з яких було повішено на крилах місцевого вітряка. В 1958 році в селі було встановлено пам'ятник учасникам повстання.
Австро-німецькі війська залишили Каніж у листопаді 1918 року, після чого влада в селі перейшла до військ Директорії. На початку лютого 1919 року село захопили війська РСЧА. Вже наприкінці серпня до села вступили денікінці, розстрілявши 25 селян. Радянську владу в Канежі остаточно було встановлено на початку січня 1920 року.
У 1921 році в Канежі відкрився фельдшерський пункт. На цей час тут вже існували дві початкові та семирічна школи, де працювало 16 вчителів і які відвідували близько 450 учнів. Під класні кімнати було пристосовано відремонтовані приміщення колишніх магазинів. Почали діяти хата-читальня та бібліотека.
1935 року в селі було збудовано сільський клуб на 350 місць, а в 1936 році на базі семирічки відкрилась середня школа. В 1939–1940 роках у двох початкових і середній школах Каніжа працювало 44 вчителі і навчалося 720 дітей.
Німецькі війська зайняли Каніж 1 серпня 1941 року. За період тимчасової окупації до Третього Рейху були вивезені 434 мешканці села. На фронтах Другої світової війни воювали 340 каніжан, 292 з яких загинули.
Бої за звільнення Канежа почались на початку 1944 року. Трьом німецьким танковим дивізіям протистояла частина 53-ї армії 2-го Українського фронту. Село було звільнено 11 березня 1944 року; у боях відзначився командир відділення 441-го стрілецького полку молодший сержант Н. Я. Ахріменко, якому посмертно було присвоєно звання Героя Радянського Союзу. Його поховано в Канежі, а на могилі встановлено меморіальну дошку.
В 1974–1977 роках у Канежі було збудовано сучасне приміщення школи.

## Населення
1787 року в селі налічувалося 700 осіб чоловічої статі в 255 дворах.
Наприкінці 1850-х років у Канежі налічувалося 296 господарств і проживало 2108 чоловік.
1883 року в Канежі нараховувалося 664 двори, у яких проживало 3240 чоловік.
У 1886 році в селі у 552 дворах мешкало 2596 осіб.
Станом на 1913 рік в селі налічувалось 4600 мешканців.
В 1916 році населення Канежа становило 5201 чоловік.
1970 року на території Канізької сільської ради проживало 2196 чоловік.
Згідно з переписом УРСР 1989 року чисельність наявного населення села становила 1293 особи, з яких 561 чоловік та 732 жінки.
За переписом населення України 2001 року в селі мешкало 1145 осіб.
| 1854 | 1857 | 1883 | 1886 | 1894 | 1897 | 1913 | 1916 | 1928 | 1970 | 2001 |
| ---- | ---- | ---- | ---- | ---- | ---- | ---- | ---- | ---- | ---- | ---- |
| 1850 | 2108 | 3240 | 2596 | 4088 | 4633 | 4600 | 5201 | 5670 | 2196 | 1147 |
|      | ▲    | ▲    | ▼    | ▲    | ▲    | ▼    | ▲    |      | ▼    | ▼    |

### Мова
Розподіл населення за рідною мовою за даними перепису 2001 року:
| Мова       | Відсоток |
| ---------- | -------- |
| українська | 94,68 %  |
| молдовська | 3,49 %   |
| російська  | 1,39 %   |
| вірменська | 0,35 %   |
| угорська   | 0,09 %   |

## Інфраструктура
В селі знаходиться 482 будинки (зокрема, один багатоквартирний двоповерховий), школа I—III ступенів, дитячий садок «Ромашка», сільський будинок культури, бібліотека, музей історії села та ФАП, продуктовий та сільськогосподарський магазини.

### Сільське господарство
- ТОВ МТС «Ятрань» (колишнє КСП «Відродження»)
- СТОВ «Вікторія-Агро» (колишнє КСП ім. Леніна), та інші.[11]

### Транспорт
Через село проходить міжрайонна автомобільна дорога Т 1201.
Регулярні перевезення здійснюють рейсові автобуси сполученням:
- Новомиргород—Кропивницький
- Капітанівка—Кропивницький
- Кропивницький—Панчеве

## Релігія

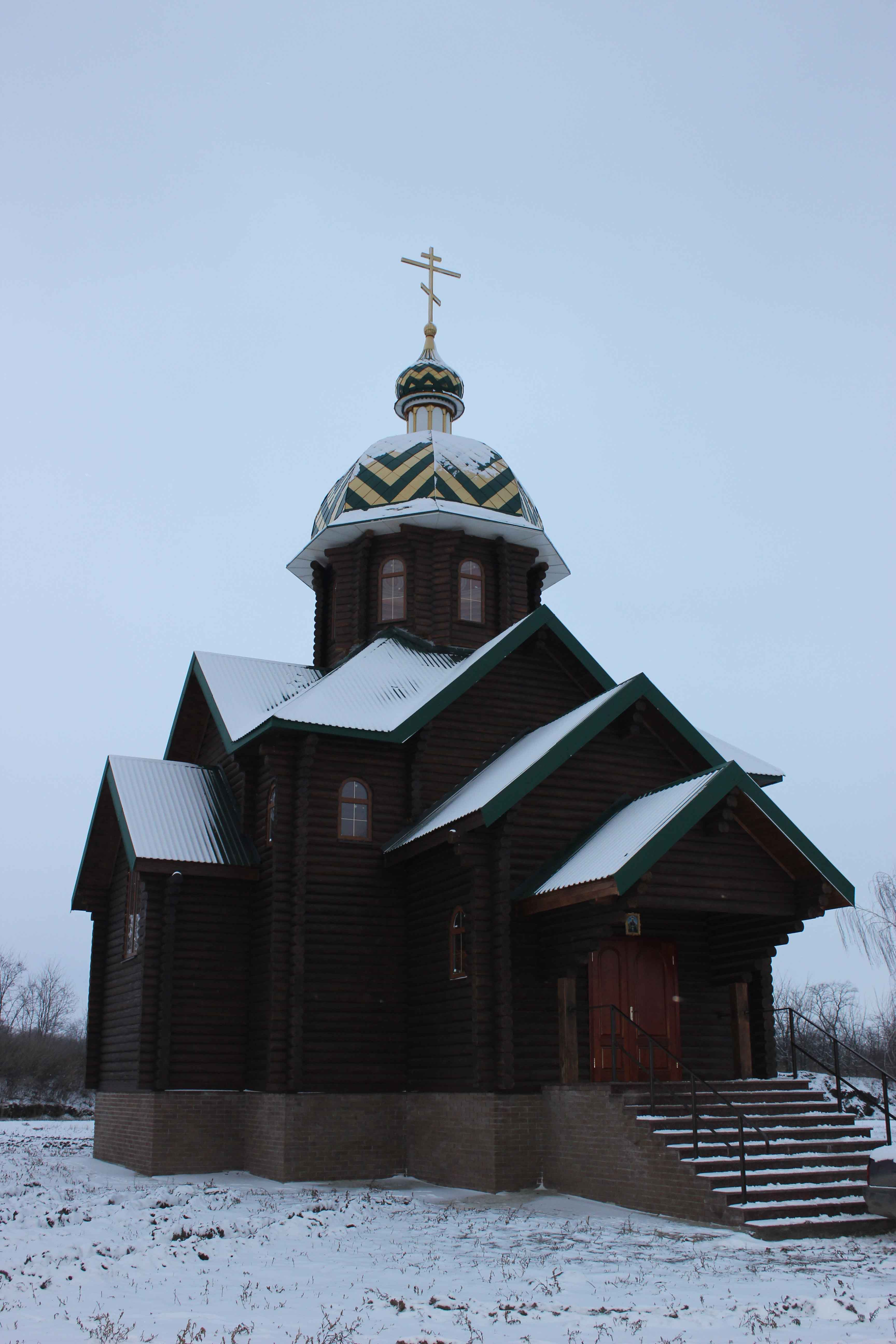
Храм мучениць Віри, Надії, Любові та матері їхньої Софії

У селі Каніж завершено будівництво храму ПЦУ. 7 червня 2015 року єпископ Марк відвідав новостворену громаду мучениць Віри, Надії, Любові та матері їхньої Софії УПЦ КП і звершив Божественну літургію у тимчасовому храмі. Храм освячено 30 квітня 2017 року.

## Місцевості
- Дев'ятиха́тки
- Сердюкі́вка
- Жа́бине (західна околиця села)
- Бабаличка

### Вулиці
У Канежі налічується 15 вулиць. В рамках декомунізації в 2016 році деякі вулиці села було перейменовано:
| Назва                  | Колишня назва  |
| Ахріменка вул.         |                |
| Берегова вул.          | Свердлова вул. |
| Гоголя вул.            |                |
| Горького вул.          |                |
| Жовтнева вул.          |                |
| Затишна вул.           | Кірова вул.    |
| Зоря вул.              |                |
| Миру вул.              |                |
| Садова вул.            |                |
| Світла вул.            | Фрунзе вул.    |
| Терешкової вул.        |                |
| Храмова вул.           | Ватутіна вул.  |
| Чередника Максима вул. | Леніна вул.    |
| Шкільна вул.           | Ульянова вул.  |
| Шевченка вул.          |                |

## Пам'ятники
| Назва | Розташування                                | Дата встановлення | Фото | Короткі відомості |
| Учасникам Канізького повстання, пам'ятний знак                                                                                     | в центрі села, по вул. Соборній             | 1958              |      | На плиті знаходиться напис: \| В червні 1918 року тут відбувся бій повсталих селян сіл Каніжа, Панчева, Володимирівки і Мартоноші з австро-німецькими окупантами. \| |
| Страченим учасникам Канізького повстання, пам'ятний хрест                                                                          | на околиці села, біля вітряка               |                   |      | На меморіальній плиті під хрестом вказані імена восьми страчених повстанців.                                                                                         |
| Воїнів, загиблих в роки Другої Світової Війни, братська могила                                                                     | на околиці села                             |                   |      | У братській могилі поховано 104 вояки. Поряд встановлений пам'ятний знак. Загальна кількість поховань — 33.                                                          |
| Учасників Канізького повстання, братські могили                                                                                    | на сільському цвинтарі                      |                   |      | У могилах поховано 117 повстанців. |
| Володимиру Леніну, пам'ятник | по вул. Леніна, біля колишньої будівлі ФАПу |                   |      | |
| В червні 1918 року тут відбувся бій повсталих селян сіл Каніжа, Панчева, Володимирівки і Мартоноші з австро-німецькими окупантами. |                                             |                   |      | |

## Відомі люди
- Спринчан Броніслав Петрович — білоруський поет[16]
- Степанов М. К. — Герой Радянського Союзу
- Хлопенко О. Ю. — генерал-лейтенант артилерії

У селі Каніж народився та проживав Чередник Максим Вікторович (1995—2015) — старший солдат 25-ї окремої повітряно-десантної бригади, учасник російсько-української війни. Загинув 22 січня 2015 року в бою поблизу міста Авдіївка в районі Донецького аеропорту.